# William Edwy Vine
William Edwy Vine (Blandford Forum, 1873 – 1949) è stato un biblista e educatore inglese noto soprattutto per aver compilato un dizionario biblico molto diffuso fra i cristiani fondamentalisti, il Vine's Expository Dictionary of New Testament Words.
L'opera illustra dettagliatamente il significato dei principali vocaboli contenuti nella bibbia inglese di "King James" risalendo alle sfumature dei corrispondenti vocaboli greci del testo originario.

## Biografia
Si laureò in lettere antiche nel 1906, conseguendo il titolo di "Master of arts in Ancient Classics", ma non conseguì il dottorato. Già da molti anni prima della laurea insegnava nella scuola diretta da suo padre, la Mount Redford School di St Leonards, Exeter, di cui nel 1911 era ancora vice direttore. 
Sin da giovane venne battezzato fra i Plymouth Brethren, un movimento religioso protestante caratterizzato dall'assenza di clero e liturgia e dall'importanza assegnata all'interpretazione letterale della Bibbia. Nel dicembre 1909 gli venne offerto un posto presso una organizzazione di supporto alle missioni, chiamata Echoes of Service, con sede a Bath, dove trasferì la famiglia nel 1911. La sua attività principale, perciò, divenne il supporto morale e materiale dei missionari, oltre 1000 dei quali furono in stretto contatto epistolare con lui sino alla morte. 
Dal 1905 iniziò a pubblicare commentari e libri di argomento biblico. La sua opera principale, il Vine's Expository Dictionary of New Testament Words, fu pubblicato per la prima volta in 4 volumi nel 1940. Dato che il dizionario di Vine copre solo il Nuovo Testamento, viene spesso distribuito in combinazione con un altro testo che raccorda i vocaboli inglesi con quelli ebraici dell'Antico Testamento; testo scritto da altri, ma  associato fittiziamente a Vine dal titolo "Vine's complete expository dictionary".